# Lynda Tolbert-Goode
Lynda Tolbert-Goode (Washington, 3 ottobre 1967) è un'ex ostacolista statunitense.

## Palmarès

### Mondiali
- 1 medaglia:
  - 1 bronzo (Stoccarda 1993 nei 100 m ostacoli)

## Altre competizioni internazionali

### Coppa del mondo
- 1 medaglia:
  - 1 bronzo (Barcellona 1989 nei 100 m ostacoli)